# خانه بوی گل گرفت
خانه بوی گل گرفت نام یک آلبوم موسیقی اثر  ایرج بسطامی، هنرمند ایرانی و گروه همایون است که در سبک سنتی با آهنگ‌سازی و تنظیم حسین پرنیا، تهیه شده و دارای ۱۲ آهنگ است. این آلبوم همان آلبوم تحریر خیال است که تصحیح و ترک بندی مجدد شده و با کیفیتی عالی تر با این نام به بازار عرضه شده‌است.

## شرح آلبوم

### انتشار با نام تحریر خیال

جلد این قدیمی این آلبوم (هنگامی که با نام تحریر خیال انتشار یافته بود)

این آلبوم در ابتدا با نام تحریر خیال منتشر شده بود و در سال ۱۳۸۷ تصحیح شد و با نام خانه بوی گل گرفت انتشار یافت.
کامبوزیا طاهری در تحلیل کاست "تحریر خیال" ایرج بسطامی نوشته ا‌ند: 
در کاست تحریر خیال استاد ایرج بسطامی در مایهٔ همایون شروع با آواز نمود. با تحریرهای متعدد خود آدمی‌ را به اوج خیال پرواز داد. همراه با احساس عمیق در گوشه‌های مهم دستگاه همایون به آواز بیات ترک که از متعلقات شور است مدگردی نمود (مدگردی یعنی‌ تغییر مقام موسیقا ای)، و در نهایت به مقام همایون که از آن شروع به خواندن نموده بود فرود نمود، و این نهایت چیرگی او در مقامات موسیقی‌ ایرانی‌ را نشان میدهد و اوست که لیاقت کلمهٔ استاد را دارد.

### فهرست آهنگ‌ها
| ردیف | آهنگ                                           |
| ۱    | تصنیف خانه بوی گل گرفت (شعر آتش)               |
| ۲    | ساز و آواز شور (شعر حافظ)                      |
| ۳    | قطعه عشاق گروه نوازی                           |
| ۴    | ادامه ساز و آواز (شعر حافظ)                    |
| ۵    | تصنیف واژه واژه تو را می‌نویسم (شعر شیون فومنی) |
| ۶    | قطعه آغاز گروه نوازی                           |
| ۷    | سنتور درآمد همایون                             |
| ۸    | تصنیف گل و نسرین (شعر حافظ)                    |
| ۹    | ساز و آواز همایون تحریر خیال (شعر حافظ)        |
| ۱۰   | قطعه گلبانگ گروه نوازی                         |
| ۱۱   | ادامه ساز و آواز همایون (شعر حافظ)             |
| ۱۲   | تصنیف به یاد رهی (شهر رهی معیری)               |

### اشعار

#### متن تصنیف گل و نسرین
| آن که رخسـار تو را رنگ گل و نسرین داد |  | صبـر و آرام تواند به من مسکـین داد      |
| من همـان روز ز فرهاد طمـع ببـریدم     |  | که عنان دل شیـدا به لب شیرین داد        |
| گنـج زرگر نبـود کنـج قناعت باقیســت   |  | آن که آن داد به شاهان به گدایان این داد |
| بعد از این دست من و دامن سرو و لب جوی |  | خاصه اکنون که صبا مژده فروردین داد      |

حافظ شیرازی

#### متن تصنیف بیاد رهی
| نه دل مفتون دلبندی نه جان مدهوش دلخواهی |  | نه بر مژگان من اشکی نه بر لب‌های من آهی  |
| نه جان بی نصـیبـم را پیـامی از دل آرامی |  | نه شام بی فروغم را نشانی از سحـرگاهی    |
| کیم من؟ آرزو گم کرده‌ای تنـها و سرگردان  |  | نه آرامی نه‌امیدی نه همدردی نه همـراهی   |
| گهی افتان و خیزان چون غبـاری در بیابانی |  | گهی خاموش و حیران چون نگاهی برنظرگاهی   |
| رهی تا چنـد سوزم در دل شب‌ها چو کوکب‌ها   |  | به اقبــال شرر نازم که دارد عمـر کوتاهی |

رهی معیری